# Radio Sarandí Sport
Radio Sarandí Sport, o más conocida como Sport 890 es una radio uruguaya dedicada a retransmitir eventos deportivos. Emite desde la ciudad de Montevideo. Es operada por Sarandi Comunicaciones S.A

## Historia
Fue creada en 1933 como continuadora de la antigua difusora Colón. La onda de Radio Sport fue más tarde anexada a la de CX 14 Radio el Espectador y formó parte de Difusoras del Uruguay.
Desde su origen se caracterizó por ser una emisora deportiva, realizando transmisiones futbolísticas con continuidad desde el Estadio Centenario y como también basquetbol y boxeo. Transmite desde 1939 de forma ininterrumpida la edición anual de la Vuelta Ciclista del Uruguay.
Fue en las vísperas del comienzo de las transmisiones de la vuelta ciclista, que en conjunto con Radio el Espectador diseñó un transmisor rodante, un curioso vehículo que recorrería todo el Uruguay junto a la vuelta ciclista para brindar una transmisión ininterrumpida de la misma. 
En 1997, la radio fue adquirida por Ramiro Rodríguez-Villamil, propietario de Radio Sarandí, y su nombre cambió a Sarandí Sport. En 2000 las radios de Sarandí pasaron al grupo Claxson, y en 2007 al grupo Albavisión. En esta etapa, la emisora tuve entre sus periodistas a Jorge Da Silveira (1997-2010), Sergio Gorzy (1997-presente), Alberto Sonsol (1997-2016), Martín Charquero (1997-2023), Federico Buysan (1997-2024), Diego Jokas, Sebastián Giovanelli (2002-2024), Roberto Moar (2017-presente), Eduardo Rivas (2024-presente) y Federico Paz (2024-presente).

## Programas
Su programación es dedicada al deporte, con periodísticos, magazines y programas especializados. También posee transmisiones de fútbol, básquet, automovilismo y Carnaval con equipo propio.